# 르엉니으홋
르엉니으홋(베트남어: Lương Nhữ Hốt / 梁汝笏 양여홀, ? ~ 1428년)은 제4차 중국의 베트남 지배 시기의 정치인이다.

## 생애
르엉니으홋은 원래 호 왕조의 장수였다. 1407년, 명나라가 호 왕조를 무너뜨리고 베트남을 병탄한 뒤 르엉니으홋은 청화지부(淸化知府)로 임명되었다. 1416년, 도주이쭝과 함께 명나라에 의해 교지포정사사(交趾布政使司)의 참정(參政)으로 임명되었다. 황복(黃福)이 르엉니으홋, 응우옌후언, 도주이쭝, 도히봉(杜希望), 르엉시빈(梁士永), 즈엉끄봉(楊巨望) 등에게 가인(家人)들을 이끌고 연경으로 가서 궁전을 건조하도록 명하였으나 영락제는 그의 청을 허락하지 않았다.
1424년, 레러이가 다깡보(多矜堡)를 습격해 명나라군을 대파하자 르엉니으홋은 겨우 몸만 빠져나왔다. 1427년, 레러이가 찔랑-쓰엉장 전투에서 명나라의 류승(柳昇), 목성(沐晟)을 격파하였고, 왕통을 포위하였다. 도주이쭝, 르엉니으홋, 찐퐁 등은 후 레 왕조에 투항하여 레러이에게 사면을 받았다. 그러나 이듬해 1428년에 그들은 무리를 규합하여 반란을 도모하였고, 명나라로 사람을 보내 지지해 줄 것을 구하였다. 그들의 서신이 타이응우옌진(太原鎭)의 상장(上將) 호앙응우옌이(黃原懿)에 의해 중도에서 탈취되었고, 레러이는 서신을 보낸 자를 죽인 뒤 그 일을 규명하려고 하지 않았다. 그러나 이후 공모자 중 한 사람이 레러이에게 밀고하였고, 그가 서술한 내용과 서신의 내용이 일치하자 레러이는 조서를 내려 도주이쭝, 르엉니으홋, 쩐퐁 등을 주살하였다.

## 같이 보기
- 막투이
- 응우옌후언
- 도주이쭝
- 쩐퐁
- 팜테깡

## 참고 문헌
- 《大越史記全書·本紀·卷之九》
- 《大越史記全書·本紀·卷之十》